# Ginásio de Longjiang
 
O Ginásio de Longjiang localiza-se no Distrito de Gulou, Nanquim, China. Entre os eventos desportivos que a infraestrutura já acolheu incluem-se o Mundial FILA de Wrestling Freestile Feminino de 2010, a 16ª edição dos Campeonatos Chineses de Badminton e os 10º Jogos Nacionais da República Popular da China nas modalidades de boxe, judo e voleibol feminino. Também no Ginásio de Longjiang se realizaram já os Campeonatos Nacionais de Levantamento de Peso feminino, jogos da League One nacional de voleibol (masculino e feminino) e provas de judo e taekwondo dos 2º Jogos da Juventude Asiáticos em 2013. Em 2014, recebe os eventos de judo e wrestling dos Jogos Olímpicos de Verão da Juventude Nanquim 2014.